# 4-乙基甲苯
4-乙基甲苯（分子式：C
9H
12）是一种无色液体。4-乙基甲苯是乙基甲苯的三种同分异构体之一，另外两个同分异构体是3-乙基甲苯和2-乙基甲苯，这些都是无色液体，用于聚苯乙烯的生产。

## 制备
4-乙基甲苯由甲苯乙基化得到：
CH3C6H5  +  C2H4   →   CH3C6H4C2H5
在典型的酸催化下，这一反应得到2-乙基甲苯，3-乙基甲苯和4-乙基甲苯的混合物。使用修改后的沸石催化剂，烷基化反应具有4-乙基甲苯的选择性。
4-乙基甲苯脱氢得到4-乙烯基甲苯。